# نادي ليموج
نادي ليموج لكرة القدم (بالفرنسية: Limoges Football Club)‏ نادي كرة قدم فرنسي يلعب في دوري الدرجة السادسة . تم تأسيس النادي في سنة 1947 .